# Luojiang (sockenhuvudort i Kina, Jiangxi Sheng, lat 25,88, long 115,25)
Luojiang är en sockenhuvudort i Kina. Den ligger i provinsen Jiangxi, i den sydöstra delen av landet, omkring 320 kilometer söder om provinshuvudstaden Nanchang. Antalet invånare är 27 779. Befolkningen består av 14 820 kvinnor och 12 959 män. Barn under 15 år utgör 38 %, vuxna 15-64 år 52 %, och äldre över 65 år 9,0 %.
Runt Luojiang är det tätbefolkat, med 257 invånare per kvadratkilometer. Närmaste större samhälle är Luo'ao, 7,3 km nordost om Luojiang. I omgivningarna runt Luojiang växer huvudsakligen savannskog.
Genomsnittlig årsnederbörd är 1 887 millimeter. Den regnigaste månaden är maj, med i genomsnitt 333 mm nederbörd, och den torraste är oktober, med 17 mm nederbörd.